# Poeoptera stuhlmanni
Poeoptera stuhlmanni là một loài chim trong họ Sturnidae.